# Frans III van Longueville
Frans III van Longueville (30 oktober 1535 - 22 september 1551) was van 1537 tot aan zijn dood hertog van Longueville en van 1543 tot aan zijn dood graaf van Neuchâtel. Hij behoorde tot het huis Orléans-Longueville.

## Levensloop
Frans III was de oudste zoon van hertog Lodewijk II van Longueville en diens echtgenote Maria van Guise, een telg uit het machtige Franse katholieke huis Guise. Na de dood van zijn vader in juni 1537 werd hij hertog van Longueville en in 1543 volgde hij zijn overleden grootmoeder langs vaderkant Johanna op als graaf van Neuchâtel.
In mei 1538 hertrouwde zijn moeder met koning Jacobus V van Schotland, die recent zijn eerste echtgenote Magdalena van Valois had verloren en een tweede Franse bruid wenste om de Frans-Schotse alliantie verder te zetten. Maria liet de zorg van Frans over aan haar moeder Antoinette van Bourbon en vertrok naar Schotland. Ze beviel op 8 november 1542 van een dochterMaria en zes dagen later werd ze opnieuw weduwe. 
In 1550 keerde zijn moeder terug naar Frankrijk. Ze verbleef er een jaar en verzorgde Frans tijdens zijn fatale ziekte. In september 1551 stierf Frans op 15-jarige leeftijd, kort voor zijn moeder terugkeerde naar Schotland. Omdat hij wegens zijn jonge leeftijd ongehuwd en kinderloos was gebleven, werd hij opgevolgd door zijn neef Eleonor. 